# Furören
Furören är en ö i Nordmalings socken och kommun. Furören är numera sammanväxt med de mindre öarna Storsandskär och Gumpen och har en yta på 2,63 kvadratkilometer.
Furören räknades tidigare till ögruppen Östra Örena som lydde under gården Långron på Kronören. Furören användes som betesö, men 1802 uppfördes ett torp på ön. Ön avfolkades på 1960-talet men fick 1985 åter fast befolkning. En del av ön ingår i Kronörens naturreservat.